# Herdenkingsmunten van € 2 (2013)
Hieronder staat een lijst van herdenkingsmunten van twee euro met slagjaar 2013.
| Afbeelding | Land         | Ter gelegenheid van                                                                            | Oplage     | Datum uitgave     |
| --- | ------------ | ---------------------------------------------------------------------------------------------- | ---------- | ----------------- |
| | Frankrijk    | 50 jaar Frans-Duits vriendschapsverdrag (Élysée-verdrag)                                       | 10.021.000 | 21 januari 2013   |
| Omschrijving: Op de munt, die is ontworpen door Yves Sampo van de Monnaie de Paris, Stefanie Lindner van de Berlijnse staatsmunt, Alina Hoyer (Berlijn) en Sneschana Russewa-Hoyer (Berlijn), staan gestileerde portretten van de ondertekenaars van het Élysée-verdrag (de toenmalige kanselier van de Duitse Bondsrepubliek Konrad Adenauer en de vroegere president van de Franse Republiek Charles de Gaulle), hun handtekeningen aan weerszijden van de woorden "50 ANS JAHRE” en het jaar "2013” in het centrum. De woorden "TRAITÉ DE L’ÉLYSÉE” en "ÉLYSÉE-VERTRAG” respectievelijk bovenaan en onderaan in het midden van het binnenste gedeelte van de munt. Op de rechter binnenrand onder het portret van Adenauer staat in het binnenste gedeelte tevens de "fleurette" (het teken van het graveeratelier) en de letters "RF" ter indicatie van het uitgevende land, terwijl het muntteken zich op de linker binnenrand onder het portret van De Gaulle bevindt. Langs de buitenrand van de munt zijn de twaalf sterren van de Europese Unie afgebeeld. |              |                                                                                                |            |                   |
| |              |                                                                                                |            |                   |
| | Duitsland    | 50 jaar Frans-Duits vriendschapsverdrag (Élysée-verdrag)                                       | 11.585.000 | 22 januari 2013   |
| Omschrijving: Op de munt, die is ontworpen door Yves Sampo van de Monnaie de Paris, Stefanie Lindner van de Berlijnse staatsmunt, Alina Hoyer (Berlijn) en Sneschana Russewa-Hoyer (Berlijn), staan gestileerde portretten van de ondertekenaars van het Élysée-verdrag (de toenmalige kanselier van de Duitse Bondsrepubliek Konrad Adenauer en de vroegere president van de Franse Republiek Charles de Gaulle), hun handtekeningen aan weerszijden van de woorden "50 ANS JAHRE” en het jaar "2013” in het centrum. De woorden "TRAITÉ DE L’ÉLYSÉE” en "ÉLYSÉE-VERTRAG” respectievelijk bovenaan en onderaan in het midden van het binnenste gedeelte van de munt. Aan de rechter binnenrand onder het portret van Adenauer staat in het binnenste gedeelte tevens het muntteken afgebeeld (“A”, “D”, “F”, “G” or “J”, afhankelijk van de betreffende Munt) evenals de letter "D" ter indicatie van het uitgevende land. Langs de buitenrand van de munt zijn de twaalf sterren van de Europese Unie afgebeeld. |              |                                                                                                |            |                   |
| |              |                                                                                                |            |                   |
| | Duitsland    | De abdij van Maulbronn, Baden-Württemberg (achtste uit de 'Bundesländer'-serie)                | 30.845.000 | 1 februari 2013   |
| Omschrijving: Op het binnengedeelte van de munt staat het Maulbronnklooster afgebeeld, het best bewaarde middeleeuwse kloostercomplex ten noorden van de Alpen. Dit complex is in 1147 gesticht en staat sinds 1993 op de Werelderfgoedlijst van de UNESCO. Bovenaan staat het jaar van uitgifte: „2013”. Aan de onderzijde staat het opschrift BADEN-WÜRTTEMBERG en daaronder de vermelding van het uitgevende land: „D”. Het muntteken, weergegeven met de letter A, D, F, G of J, staat aan de rechterzijde. Onderaan links staan de initialen van de kunstenaar. Langs de buitenrand van de munt zijn de twaalf sterren van de Europese vlag afgebeeld. |              |                                                                                                |            |                   |
| |              |                                                                                                |            |                   |
| | Slovenië     | 800ste verjaardag van de ontdekking van de Grotten van Postojna                                | 1.000.000  | 4 februari 2013   |
| Omschrijving: Het centrale beeld van de munt is een gestileerde spiraal, die aan de linkerkant van de munt begint met het opschrift „POSTOJNSKA JAMA • 1213–2013 • SLOVENIJA” en eindigt met twee gestileerde speleothemen. Langs de buitenrand van de munt zijn de twaalf sterren van de Europese vlag afgebeeld. |              |                                                                                                |            |                   |
| |              |                                                                                                |            |                   |
| | Nederland    | Aankondiging van de troonswisseling op 28 januari 2013                                         | 20.000.000 | 7 februari 2013   |
| Omschrijving: Op de voorgrond staat de beeltenis van Koningin Beatrix en op de achtergrond, gedeeltelijk bedekt door de beeltenis van de Koningin, de beeltenis van de Prins van Oranje. Het opschrift rondom beide beeltenissen luidt als volgt: WILLEM-ALEXANDER PRINS VAN ORANJE (kroonsymbool) BEATRIX KONINGIN DER NEDERLANDEN (muntteken) 28 januari 2013 (muntmeesterteken). Langs de buitenrand van de munt zijn de twaalf sterren van de Europese vlag afgebeeld. |              |                                                                                                |            |                   |
| |              |                                                                                                |            |                   |
| | Spanje       | Klooster en plaats van het Escorial, Madrid (vierde uit de serie 'UNESCO Wereld Erfgoedlijst') | 4.000.000  | 1 maart 2013      |
| Omschrijving: In het binnenste gedeelte van de munt is het klooster van San Lorenzo del Escorial afgebeeld. Bovenaan is, in boogvorm en met hoofdletters, de naam van de uitgevende staat „ESPAÑA” vermeld. Rechts bevinden zich het jaar van uitgifte „2013” en het muntteken. Langs de buitenrand van de munt zijn de twaalf sterren van de Europese vlag afgebeeld. |              |                                                                                                |            |                   |
| |              |                                                                                                |            |                   |
| | Italië       | 200ste geboortedag van Giuseppe Verdi                                                          | 10.000.000 | 20 mei 2013       |
| Omschrijving: Het ontwerp toont het borstbeeld van Giuseppe VERDI, van links in driekwartprofiel gezien, met aan de linkerzijde de letter I boven op de R (het monogram van de Italiaanse Republiek) en daaronder het jaartal 1813 en aan de rechterzijde een R (het monogram van de Romeinse Munt) en daaronder het jaartal 2013. In de afsnede MCC (monogram van ontwerpster Maria Carmela COLANERI) en G. VERDI. Langs de buitenrand van de munt zijn de twaalf sterren van de Europese vlag afgebeeld. |              |                                                                                                |            |                   |
| |              |                                                                                                |            |                   |
| | Vaticaanstad | Sede Vacante MMXIII                                                                            | 125.000    | 3 juni 2013       |
| Omschrijving: De munt toont het wapen van de camerlengo, met daarboven het embleem van de Apostolische Kamer, twee kleine kruisen, en de woorden „CITTÀ DEL VATICANO” aan de linkerzijde en „SEDE VACANTE MMXIII” aan de rechterzijde. Langs de buitenrand van de munt zijn de twaalf sterren van de Europese vlag afgebeeld. |              |                                                                                                |            |                   |
| |              |                                                                                                |            |                   |
| | Frankrijk    | 150ste geboortedag van baron Pierre de Coubertin                                               | 1.020.000  | 3 juni 2013       |
| Omschrijving: In het binnenste gedeelte van de munt is het gelaat van de nog jonge Pierre de Coubertin afgebeeld. Gestileerde olympische ringen vormen de achtergrond. Zij dienen als kader voor silhouetten die de olympische sportdisciplines symboliseren. Links de vermelding van het uitgevende land „RF” en het jaar „2013”. Bovenaan in een halve cirkel het opschrift „PIERRE DE COUBERTIN”. Langs de buitenrand van de munt zijn de twaalf sterren van de Europese vlag afgebeeld. |              |                                                                                                |            |                   |
| |              |                                                                                                |            |                   |
| | Monaco       | 20-jarig lidmaatschap van de VN                                                                | 1.249.131  | 16 juni 2013      |
| Omschrijving: Op de munt is een duif met een olijftakje afgebeeld, met in het midden van de boog links de hoorn des overvloeds en rechts het stempel van de Parijse Munt. Aan de bovenzijde in een halve cirkel de naam van de uitgevende staat „MONACO” en aan de onderzijde in een halve cirkel de inscriptie „1993 ADMISSION À L'ONU 2013”. Langs de buitenrand van de munt zijn de twaalf sterren van de Europese vlag afgebeeld. |              |                                                                                                |            |                   |
| |              |                                                                                                |            |                   |
| | Portugal     | 250 jaar Torre dos Clérigos in Porto                                                           | 525.000    | 20 juni 2013      |
| Omschrijving: De toren wordt afgebeeld zoals hij van op straat kan worden gezien door de mensen die er vlakbij staan, met daarnaast de typische skyline van Porto gezien vanaf de zuidelijke oever van de rivier de Douro. Bovenaan in een halve cirkel staat het opschrift „250 ANOS TORRE DOS CLÉRIGOS — 2013”. Rechts onder het wapen van Portugal, met daaronder de naam van de uitgevende staat, „PORTUGAL”. Links bevinden zich het muntteken en de naam van de ontwerper, „INCM — HUGO MACIEL”. Langs de buitenrand van de munt zijn de twaalf sterren van de Europese vlag afgebeeld. |              |                                                                                                |            |                   |
| |              |                                                                                                |            |                   |
| | Malta        | Zelfbestuur in 1921 (derde uit de 'Constitutionele Geschiedenis'-serie)                        | 542.500    | 24 juni 2013      |
| Omschrijving: De munt toont een kaart van de Maltese eilanden en een vertegenwoordiging van de bevolking. Onderaan staat het jaartal „2013”. Bovenaan, in een halve cirkel, staan de woorden „MALTA — Self-government 1921”. Langs de buitenrand van de munt zijn de twaalf sterren van de Europese vlag afgebeeld. |              |                                                                                                |            |                   |
| |              |                                                                                                |            |                   |
| | Slowakije    | 1150ste verjaardag van de Byzantijnse missie van St. Cyrillus en Methodius in Groot-Moravië    | 1.000.000  | 5 juli 2013       |
| Omschrijving: Op de munt zijn de Thessalonische broers Constantijn en Methodius afgebeeld, samen met het symbolische dubbelkruis staande op drie heuvels. Het kruis wordt tegelijkertijd vastgehouden als een bisschopsstaf, waardoor een link wordt gelegd tussen de symbolen van staat en christendom, en tevens de betekenis wordt benadrukt van de missie van de broers, die heeft bijgedragen tot het verzekeren van de volledige soevereiniteit en legitimiteit van Groot-Moravië — de eerste Slavische staat in Midden-Europa. De figuur van Constantijn houdt een boek vast, dat onderwijs en geloof voorstelt, terwijl Methodius is afgebeeld met een kerk, die het geloof en het institutionele christendom symboliseert. Langs de onderzijde van het binnenste gedeelte van de munt bevinden zich de naam van de uitgevende staat „SLOVENSKO”, het jaartal „863” en het jaartal „2013”, met daartussen telkens een scheidingsteken. Langs de bovenzijde van het binnenste gedeelte staan de namen „KONŠTANTÍN” en „METOD”. Links van beide broers bevinden zich de gestileerde letters „mh”, de initialen van Miroslav Hric, de ontwerper van de munt, en rechts het teken van de munt van Kremnica, dat bestaat uit de letters „MK” tussen twee muntstempels. Langs de buitenrand van de munt zijn de twaalf sterren van de Europese vlag afgebeeld. |              |                                                                                                |            |                   |
| |              |                                                                                                |            |                   |
| | Italië       | 700ste geboortedag van Giovanni Boccaccio                                                      | 10.000.000 | 25 juli 2013      |
| Omschrijving: Het ontwerp toont het hoofd van Giovanni BOCCACCIO, van rechts in driekwartprofiel gezien, ontleend aan het fresco van Andrea del Castagno dat omstreeks 1450 is gemaakt (Florence, Galleria degli Uffizi). Aan de onderzijde in een halve cirkel de naam en jaartallen BOCCACCIO 1313 2013 en aan de rechterzijde, onder elkaar, de letters R (monogram van de Romeinse Munt), RI (monogram van de Italiaanse Republiek) en m (monogram van ontwerper Mauri). Langs de buitenrand van de munt zijn de twaalf sterren van de Europese vlag afgebeeld. |              |                                                                                                |            |                   |
| |              |                                                                                                |            |                   |
| | Finland      | 150 jaar Rijksdag                                                                              | 1.000.000  | 4 september 2013  |
| Omschrijving: Op de herdenkingsmunt van twee euro staat het jaartal 1863 waar een loot uit groeit afgebeeld die het begin van de democratie en de ontwikkeling van Finland symboliseert. Aan de onderzijde in een halve cirkel staat de naam van het uitgevende land „SUOMI FINLAND” (de twee woorden zijn gescheiden door het muntteken) en het jaartal „2013”. Langs de buitenrand van de munt zijn de twaalf sterren van de Europese vlag afgebeeld. |              |                                                                                                |            |                   |
| |              |                                                                                                |            |                   |
| | San Marino   | 500ste sterfdag van Bernardino Pinturicchio                                                    | 115.000    | 13 september 2013 |
| Omschrijving: Op de voorgrond is het fresco „Geschil van Jezus met de artsen” afgebeeld; onderaan bevindt zich het opschrift „SAN MARINO” in boogvorm; links staat de letter „R”, het symbool van de Italiaanse Munt; onder het fresco is de naam van de ontwerper „MOMONI” vermeld; boven het fresco staat het opschrift „PINTURICCHIO” in boogvorm, met daaronder de jaartallen „1513” en „2013”. Langs de buitenrand van de munt zijn de twaalf sterren van de Europese vlag afgebeeld. |              |                                                                                                |            |                   |
| |              |                                                                                                |            |                   |
| | België       | 100 jaar Koninklijk Meteorologisch Instituut van België                                        | 2.010.000  | 18 september 2013 |
| Omschrijving: In het binnenste gedeelte van de munt is het cijfer 100 weergegeven, waarbij in de eerste nul de afkortingen „KMI” en „IRM” zijn vermeld en de tweede nul de zon voorstelt. Links van de zon zijn isobaren, regendruppels en sneeuwvlokken afgebeeld. In de bovenste zonnestralen wordt het jaar 2013 vermeld en in de onderste zonnestralen de landsaanduiding „BE”. Het muntmeester teken en het muntteken van Brussel, een gehelmd hoofd van de aartsengel Michaël, staan onder de 1 van het cijfer 100. Langs de buitenrand van de munt zijn de twaalf sterren van de Europese vlag afgebeeld. |              |                                                                                                |            |                   |
| |              |                                                                                                |            |                   |
| | Griekenland  | 2400ste verjaardag van de oprichting van Plato's Akademeia (Academie van Athene)               | 754.000    | 1 oktober 2013    |
| Omschrijving: Portret van Plato (in profiel). Links, in Oudgrieks schrift, letterlijk vertaald de woorden „2 400 jaar na de oprichting van de Academie van Plato” en „Helleense Republiek”. Rechts het jaartal 2013 en het monogram van de Griekse Munt. In de afsnede „ΣΤΑΜ” (monogram van de ontwerper G. Stamatopoulos). Langs de buitenrand van de munt zijn de twaalf sterren van de Europese vlag afgebeeld. |              |                                                                                                |            |                   |
| |              |                                                                                                |            |                   |
| | Griekenland  | Kreta 100 jaar bij Griekenland (Vrede van Londen)                                              | 754.000    | 1 oktober 2013    |
| Omschrijving: In het binnenste gedeelte van de munt worden met op de voorgrond een lauwerkrans Kretenzische rebellen afgebeeld die de Griekse vlag hijsen, een symbolische weergave van Kreta's strijd voor aansluiting bij Griekenland. Aan de bovenzijde in boog vorm en in het Grieks de naam van de uitgevende staat „Helleense Republiek” in hoofdletters. Aan de onderzijde in het Grieks de woorden „100 jaar unie tussen Kreta en Griekenland”. Rechts de jaartallen „1913-2013” en het monogram van de Griekse Munt. In de afsnede „ΣΤΑΜ” (monogram van de ontwerper G. Stamatopoulos). Langs de buitenrand van de munt zijn de twaalf sterren van de Europese vlag afgebeeld. |              |                                                                                                |            |                   |
| |              |                                                                                                |            |                   |
| | Vaticaanstad | 28ste Wereldjongerendagen in Rio de Janeiro                                                    | 115.000    | 15 oktober 2013   |
| Omschrijving: Op de munt is het bekendste monument van Rio de Janeiro afgebeeld, Christus de Verlosser, met een aantal jongeren om het standbeeld heen. Bovenaan, in een halve cirkel, de inscriptie „XXVIII G.M.G. CITTÀ DEL VATICANO RIO 2013”. Rechts het muntteken „R” en de naam van de ontwerper „P DANIELE”. Langs de buitenrand van de munt zijn de twaalf sterren van de Europese vlag afgebeeld. |              |                                                                                                |            |                   |
| |              |                                                                                                |            |                   |
| | Luxemburg    | Nationaal Volkslied (elfde uit de 'Luxemburgse dynastie'-serie)                                | 722.000    | 16 oktober 2013   |
| Omschrijving: Rechts in het binnenste gedeelte van de munt is het gelaat van Zijne Koninklijke Hoogheid Groothertog Hendrik, naar links kijkend, afgebeeld en links in het binnenste gedeelte is het volkslied in muziekschrift en in tekst weergegeven. Daarboven staat de tekst „Ons Heemecht”. Onderaan in het binnenste gedeelte worden de naam van de uitgevende staat, „LËTZEBUERG”, en het jaartal „2013” vermeld, met aan de ene zijde daarvan het muntteken en aan de andere zijde de initialen van de muntmeester. Langs de buitenrand van de munt zijn de twaalf sterren van de Europese vlag afgebeeld. |              |                                                                                                |            |                   |
| |              |                                                                                                |            |                   |
| | Finland      | 125ste geboortedag van Nobelprijswinnaar Frans Eemil Sillanpää                                 | 1.500.000  | 4 november 2013   |
| Omschrijving: Op het binnengedeelte van de munt staat het portret van Sillanpää afgebeeld. Bovenaan, in een halve cirkel, staan de woorden „F. E. SILLANPÄÄ”. Links staan het jaartal „1888” en het muntteken. Rechts staan het jaartal „1964”, het uitgevende land „FI” en het jaar van uitgifte „2013”. Langs de buitenrand van de munt zijn de twaalf sterren van de Europese vlag afgebeeld. |              |                                                                                                |            |                   |
| |              |                                                                                                |            |                   |
| | Nederland    | 200 jaar Koninkrijk der Nederlanden                                                            | 3.536.500  | 25 november 2013  |
| Omschrijving: Het binnengedeelte van de munt laat een doorlopend lint zien dat aan de buitenzijde begint en bevat de beeltenis van Koning Willem-Alexander en verder de beeltenissen van zijn zes voorgangers: Koningin Beatrix, Koningin Juliana, Koningin Wilhelmina, Koning Willem III, Koning Willem II en Koning Willem I. Rond de beeltenissen staan het opschrift „Willem-Alexander Koning der Nederlanden” en verder het koninklijke Nederlandse muntteken, het muntmeesterteken, het jaartal 2013, de initialen van de ontwerper en links van de beeltenissen het opschrift „200 jaar Koninkrijk der Nederlanden”. Langs de buitenrand van de munt zijn de twaalf sterren van de Europese vlag afgebeeld. |              |                                                                                                |            |                   |